# حمله با چاقوی ۲۰۱۸ ملبورن
حمله با چاقوی ۲۰۱۸ ملبورن (انگلیسی: 2018 Melbourne stabbing attack) در روز جمعه ۹ نوامبر صورت گرفت. مرد حمله‌کننده به نام حسن خلیف شیر علی، در مرکز تجاری ملبورن، استرالیا پس از به آتش کشیدن یک خودرو با چاقو به عابری و مامورین پلیس حمله کرده و  یک نفر را کشت و دو نفر دیگر را زخمی‌کرد، مرد حمله‌کننده نیز توسط پلیس کشته شد. پلیس این حمله را یک عمل تروریستی می‌داند و داعش مسئولیت این حمله را بعهده گرفته‌است.

## شرح
در روز جمعه ۹ نوامبر ۲۰۱۸ حدود ساعت ۴:۱۰ بعد از ظهر، یک مهاجم خودرویی را در خیابان بورک در یک مرکز تجاری در ملبورن، استرالیا زمانی که خیابان شلوغ بود به آتش می‌کشد. مرد مهاجم قبل از شعله‌ور شدن خودرو از آن خارج شده بود. پلیس اظهار داشت که کپسول گاز در خودرو وجود داشته‌است و دست‌کم در طول حمله یک صدای انفجار از داخل خودرو به آتش کشیده شده به گوش رسیده‌است.
سپس مرد مهاجم با یک چاقوی بزرگ به عابرین پیاده حمله و سه نفر را زخمی می‌کند که یکی از مجروحین به دلیل شدت جراحت در بیمارستان درگذشت.
سپس مهاجم با دو مامور پلیس ویکتوریا درگیر می‌شود و یکی از عابرین نیز سعی کرد با یک سبد خرید به مهاجم حمله کند و به پلیس در این وضعیت کمک کند.
پس از مداخله پلیس و درگیری و شلیک به سمت مهاجم، مهاجم مجروح و به بیمارستان منتقل شده و تحت مراقبت قرار گرفت ولی به علت شدت جراحت در بیمارستان کشته شد.

## مظنونین
پلیس این حمله را یک عمل تروریستی می‌داند. داعش با انتشار اطلاعیه‌ای مسئولیت این حمله را بعهده گرفته‌است.